# Битка у Теутобуршкој шуми (слика)
Слика Битка у Теутобуршкој шуми - Furor Teutonicus је монументална слика Паје Јовановића величине 20 m², у питању је историјска композиција која приказује битку и победу Германа над Римљанима у Теутобуршкој шуми 9. године н. е.
На самом крају 19. века, када је био у напону снаге и на врхунцу славе, Павле Паја Јовановић прихвата поруџбину да за велику међународну изложбу у Бечу наслика управо битку у Теутобуршкој шуми. Озбиљно и с пуно жеља Јовановић приступа остварењу. На време завршава слику и предаје је стручној комисији. 1899. године добија престижну Рајхлову награду и новчани износ од тадашњих шест хиљада динара у злату.
Од тада је „Furor Teutonicus” био излаган и награђиван на изложбама у Паризу 1902. (Médaille d’or, Salon des Art français), Сент Луису у Америци 1904. (Saint Louis, Silver Medail World's fair), Салцбургу 1909. (Golden Staatsmedaile, Salzburg) и на крају у Сантијаго де Чилеу 1910. (Museo Nacional de Bellas Artes). Судећи према наводима из уметникових „Мемоара”, слика „Furor Teutonicus” ” откупљена је за Национални уметнички музеј у Сантијаго де Чилеу 1911. под називом „Los Bárbaros”. Међутим, након скорашњих провера у Museo Nacional de Bellas Artes у Сантијаго де Чилеу, установљено је да се слика не налази у збирци овог музеја, те је њена судбина и данас непозната.